# Harley Windsor
Harley Windsor (* 22. Oktober 1996 in Sydney) ist ein australischer Eiskunstläufer, der in Wettbewerben im Paarlauf antritt. Zusammen mit Jekaterina Alexandrowskaja wurde er im Jahr 2017 Junioren-Weltmeister. Mit der Teilnahme des Paares an den Olympischen Winterspielen 2018 wurde Windsor der erste Ureinwohner Australiens, der an den Olympischen Winterspielen teilnahm.

## Persönliches
Windsor begann im Alter von 9 Jahren mit dem Eiskunstlaufen. In Wettbewerben trat er zunächst im Einzellauf an. Ende 2015 begann er auf Vermittlung seiner Trainer Galina und Andrei Pachin zusammen mit Jekaterina Alexandrowskaja im Paarlauf zu trainieren. Bereits in der Saison 2016/17 gewann das Paar die Junioren-Weltmeisterschaften im Paarlauf.    
In der Saison 2018/19 trainierte das Paar in Montreal bei Richard Gauthier und Bruno Marcotte. Aus gesundheitlichen Gründen konnte das Paar weder an den Vier-Kontinente-Meisterschaften noch an den Weltmeisterschaften teilnehmen. Im Februar 2020 gab das Paar seine Trennung bekannt, da Alexandrowskaja nach der Diagnose Epilepsie ihre Karriere beenden musste.

## Ergebnisse
Zusammen mit Jekaterina Alexandrowskaja:
| Meisterschaft / Jahr            | 2017    | 2018    | 2019    | 2020    |
| ------------------------------- | ------- | ------- | ------- | ------- |
| Olympische Winterspiele         |         | 18.     |         |         |
| Weltmeisterschaften             | 16.     | 16.     |         |         |
| Vier-Kontinente-Meisterschaften | 11.     | 6.      |         |         |
| Grand-Prix-Wettbewerb / Saison  | 2016/17 | 2017/18 | 2018/19 | 2019/20 |
| Cup of Russia                   |         |         | 7.      |         |
| Skate Canada                    |         |         | 7.      |         |
| Skate America                   |         |         |         | 7.      |

Zusammen mit Jekaterina Alexandrowskaja bei den Junioren:
| Meisterschaft / Jahr           | 2017    | 2018    |
| ------------------------------ | ------- | ------- |
| Weltmeisterschaften            | 1.      |         |
| Grand-Prix-Wettbewerb / Saison | 2016/17 | 2017/18 |
| Grand-Prix-Finale              | 5.      | 1.      |
| Czech Skate                    | 8.      |         |
| Tallinn Cup                    | 1.      |         |
| Riga Cup                       |         | 4.      |
| Baltic Cup                     |         | 1.      |